# Boyerovy–Lindquistovy souřadnice
Boyerovy–Lindquistovy souřadnice jsou zobecněním souřadnic užitých pro popis Schwarzschildovy černé díry. Dají se s výhodou použít při popisu Kerrovy a Kerrovy–Newmanovy černé díry.
Od Boyerových–Lindquistových souřadnic {\displaystyle r,\theta ,\phi } se ke kartézským souřadnicím {\displaystyle x,y,z} přechází vztahy
{\displaystyle {x}={\sqrt {r^{2}+a^{2}}}\sin \theta \cos \phi }
{\displaystyle {y}={\sqrt {r^{2}+a^{2}}}\sin \theta \sin \phi }
{\displaystyle {z}=r\cos \theta \quad }